# Казанчинка
Казанчинка — река в России, протекает по Татарстану. Устье реки находится в 228 км от устья реки Ик по правому берегу. Длина реки составляет 20 км, площадь водосборного бассейна — 125 км².

## Данные водного реестра
По данным государственного водного реестра России относится к Камскому бассейновому округу, водохозяйственный участок реки — Ик от истока и до устья, речной подбассейн реки — бассейны притоков Камы до впадения Белой. Речной бассейн реки — Кама.
Код объекта в государственном водном реестре — 10010101312111100028619.